# 세인트존섬

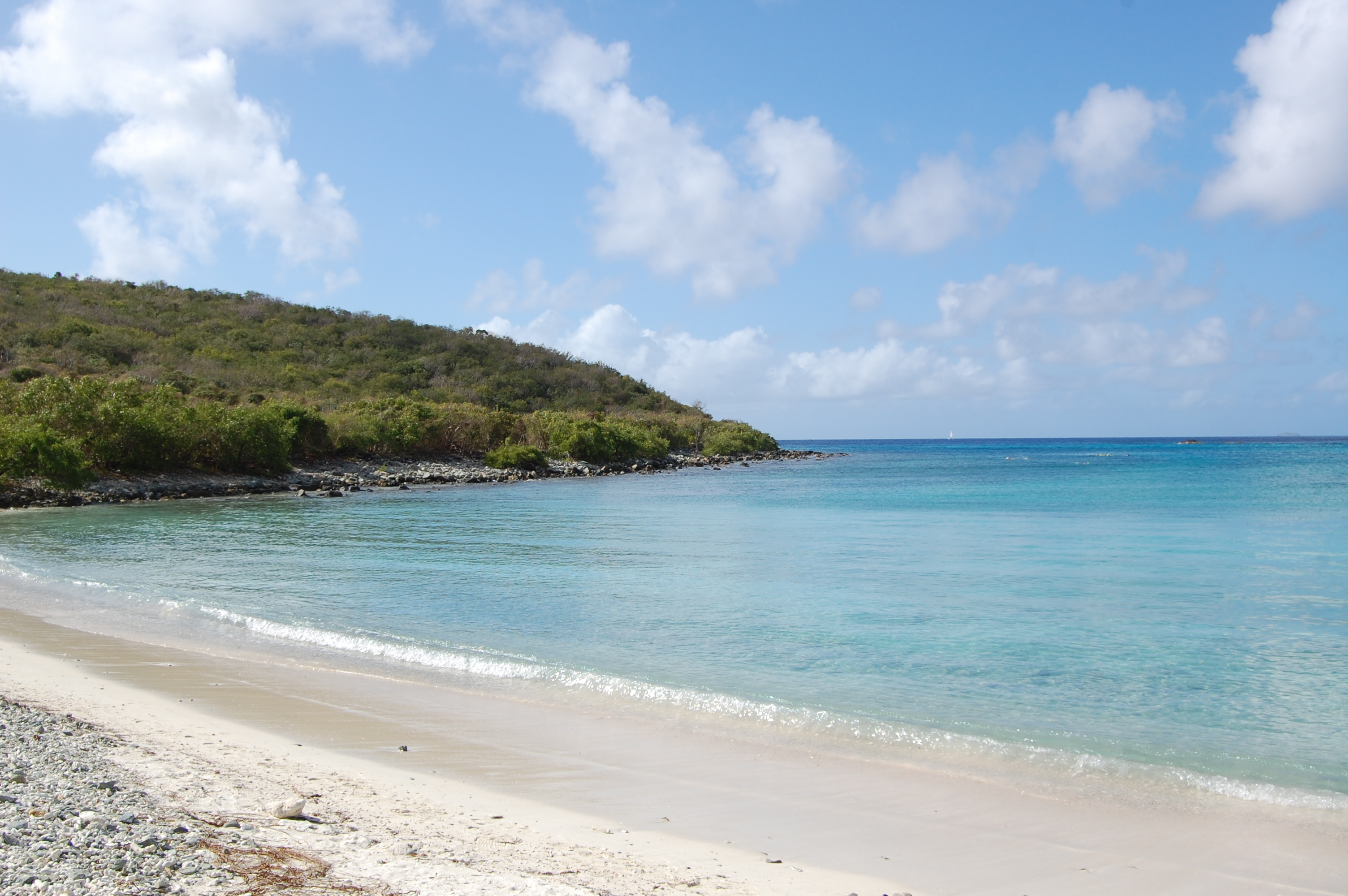
세인트존 섬

세인트존섬(Saint John)은 미국령 버진아일랜드의 섬으로, 인구는 4,170명이다.